# 魔兽世界：燃烧的远征
《魔獸世界：燃燒的遠征》是大型多人線上角色扮演遊戲魔獸世界的第一款資料片。2007年1月16日晚在欧美地区發行，並在一天內發行了240萬張，成為了這些地區發行最快速的電腦遊戲。2007年1月17日於澳洲、紐西蘭、南非與新加坡發行。總計第一個月份世界銷量達到350萬張，其中北美190萬、歐洲160萬。 2007年2月2日在南韓發行，並已在4月3日於港澳台地区推出。（3月20日發行光碟）中國大陸于9月6日發行，成為最後一個資料片上線的地區。

## 資訊
- 資料片新增主要專業技能：珠寶加工。
- 新種族血精靈將有過去部落陣營沒有的聖騎士，而德萊尼將有過去聯盟陣營所沒有的薩滿。
- 開放飛行座騎系統。
- 新的團隊人數最大設置在25人（舊往的最大限制為40人）。
- 新地下城將有兩種難度模式：標準與英雄。當玩家達到70級，他們可選擇在外域的五人副本下使用英雄模式。使用此高難度模式會帶來更大的挑戰，並有更佳的獎勵。
- 在2006年12月13日，魔獸世界：燃燒的遠征的片頭動畫於Spike TV播映。[6]並之後在魔獸世界官方網站放映。[7]
- 一場夜間上市簽名會Fry's Electronics在加州的阿納海姆舉行，2007年1月16日開門，程式設計師、藝術師、與其他的暴雪員工在那裡簽親筆簽名。[8]

## 遊戲情節
毀滅領主卡札克重新開啟了通往外域的黑暗之門，燃燒軍團掠奪成性的惡魔如潮水般吞沒了艾澤拉斯大陸。部落和聯盟的遠征軍，獲得全新種族血精靈和德萊尼的增援，他們越過傳送門至其根源來阻止燃燒軍團的入侵。在外域乾燥的地獄火半島上，聯盟找到了多年前便已通過傳送門駐紮於此地的許多英雄，在這同時，部落也與瑪格哈接觸——一群不曾參加最初入侵艾澤拉斯、也未遭受腐化的獸人部族。外域的遠征軍將部落與聯盟的軍隊和佔地為王的伊利丹·怒風勢力捲入了更大的衝突之中。
- Patch 2.1 黑暗神廟（The Black Temple）

在背叛者伊利丹企圖統治整個外域的計畫中，他改造了一座名為黑暗神廟的巨大軍隊駐紮要塞，建築體原為德萊尼信仰中心卡拉伯爾神廟。在他最信任的心腹，其中包括背信忘義的前血精靈領袖——凱爾薩斯·逐日者戰敗後，伊利丹的勢力開始逐漸衰弱。這讓被眾人所知為破碎者的長者阿卡瑪抓住了機會，起身對抗自命的“外域之王”。在伊利丹的前典獄官、堅忍的夜精靈瑪翼夫·影歌和阿卡瑪的協助下，一群英雄們成功潛入了伊利丹的權力寶座，徹底終結了背叛者的統治。
- Patch 2.3 諸神之地祖阿曼（The Gods of Zul'Aman）

追隨舊部落征戰多年，食人妖督軍祖爾金退役回到阿曼尼食人妖的首都祖阿曼，在那準備召集神秘的黑暗力量來重建他的軍隊。當艾澤拉斯專注於對抗燃燒軍團和駐紮在外域的遠征軍上時，尋寶者入侵了祖阿曼，點燃了祖爾金對外面世界的怒火，尤其針對奎爾薩拉斯的高等精靈。在聽聞這些自稱為“血精靈”的傢伙在他退出部落後成為部落的一份子，被激怒的祖爾金正式對部落和聯盟發起宣戰。
- Patch 2.4 復仇怒火‧太陽之井（Fury of the Sunwell）

在外域的敗戰不久後，凱爾薩斯·逐日者返回了血精靈的主城銀月城。受辱的王子寧可選擇背叛他們，也不願像如承諾的那樣帶領人民走向榮耀。凱爾薩斯企圖利用傳說中的太陽之井——血精靈魔法能量的泉源，來召喚惡魔領主基爾加丹進入艾澤拉斯。透過血精靈和德萊尼共同聯軍的力量——破碎之日進攻部隊，部落和聯盟的英雄們勉強的阻止了凱爾薩斯與基爾加丹的陰謀，並在德萊尼預言者費倫的協助下淨化太陽之井。

## 新玩家種族
聯盟與部落皆有新種族，這些新種族改變了職業體系使得各陣營可擁有所有的職業。

### 血精靈
血精靈為高等精靈在天災軍團摧毀奎爾薩拉斯下所生還的遺民，他們將自己改名為血精靈以紀念被殘害的往生者。最初他們和羅德隆的人類與他們的大將軍蓋瑞托斯保持忠誠，但因他對血精靈王子凱爾薩斯的粗暴和多疑，導致王子被迫加入伊利丹·怒風的麾下，而血精靈與聯盟的關係也不再繼續（详细参考冰封王座的人族战役）。
- 加入了由獸人、和牛頭人所組成的部落。
- 對魔法十分癡迷並增加了對魔法的抗性，能從敵人吸取法力並使對方沈默。
- 出生地位在奎爾薩拉斯永歌森林內的逐日者之島。
- 血精靈可用的職業有：牧師、法師、術士、獵人、盜賊與聖騎士。除了盜賊以外其他職業皆需要法力值，代表他們對魔法的痴迷。
- 血精靈的座騎是陸行鷹。 （页面存档备份，存于）
- 男性血精靈聲音由Cam Clarke配音。
- 男性血精靈的舞蹈是從電影所搜集而來。

### 德萊尼
埃雷達爾人為阿古斯世界中十分有智慧的種族，並遭到世界毀滅者薩格拉斯的注意。薩格拉斯以埃雷達爾可得到無窮的力量和知識為誘因利誘了他們的領導人，費倫、基爾加丹與阿克蒙德。當基爾加丹與阿克蒙德同意將自己的忠誠交付於薩格拉斯之时，費倫看到了未來的預知，埃雷達爾種族將有可能因薩格拉斯而成為惡魔。
費倫與其他忠誠的族人逃出了阿古斯，並將他們的部族命名為德萊尼，即“被流放者”。受那魯的支持，並學習到聖光的知識與力量，德萊尼到達了和平的世界，並將這地方命名為德拉諾，即“流亡人的避難所”。
存活與未被污染的德萊尼逃出德拉諾並搭乘他們的太空船，埃索達。他們墜落在艾澤拉斯的藍謎島，並給予聯盟力量去對抗燃燒軍團與獸人。德萊尼的首都以他們墜落在艾澤拉斯的太空船命名，即“艾克索達”，並以其太空船為基礎建造。
- 加入由人類、地精 、矮人與夜精靈所組成的聯盟。
- 男性德萊尼的舞蹈來自達雷爾馬哈帝的音樂錄影帶，Tunak Tunak Tun。
- 出生地在藍謎島與血謎島，位於卡林多的西北岸，泰達希爾的南方。
- 德萊尼的可用職業為：戰士、牧師、聖騎士、法師、薩滿與獵人。
- 德萊尼的座騎為類似大象的伊萊克。 （页面存档备份，存于）

## PvP
新的戰場，暴風之眼，將包含61-69級與70級兩種模式只有安裝資料片的玩家可以進入此戰場。
此外，一種新的PvP競技場也被引入，玩家可選擇2對2、3對3、5對5等模式。競技場系統允許未使用資料片的玩家參加，但無法有競技場排名。
而延續東瘟疫之地和希利蘇斯地區的野外陣營對抗競賽玩法，在外域也有部分地區可以進行類似的玩法，這類地區通稱世界戰場，一般都會給予參加者部分榮譽點數與獎勵物資，若達到部分條件更會給予該陣營所有玩家在該地區專有的屬性加成（BUFF）。
- 地獄火半島：在副本地獄火堡壘的西方不遠處有三座可佔領的PVP哨塔。若同時佔領三座哨塔，所有在地獄火半島與進行地獄火堡壘的該陣營玩家都能獲得屬性加成。
- 贊格沼澤：在該地區中央有兩個PVP哨塔和一座可佔領的墓地。同樣只要同時佔領哨塔，在贊格沼澤與進行盤牙蓄湖時便能獲得屬性加成；若佔領墓地，則在死亡時提供另一個復活點以便跑屍。
- 泰洛卡森林：在奧齊頓周圍的白骨荒野有五座PVP哨塔。每佔領一座哨塔便提供在白骨荒野的玩家一層BUFF；若同時佔領五座哨塔，則在一定時間之內，行奧齊頓副本的玩家都有機會獲得靈魂碎片的道具，供玩家兌換PVP獎勵。
- 納葛蘭：在納葛蘭西部有座PVP據點，名為哈兰，是由各陣營來奪取獲得榮譽與獎勵。[11]

## 分裝錯誤
暴雪在歐洲進行分裝魔獸世界：燃燒的遠征時產生了些錯誤。其中一個錯誤是典藏版無法在遊戲中得到獎勵，並且，購買典藏版的玩家得以書信方式寄送購買憑證以兌換獎勵。
只有1600產品包運送到羅馬尼亞，而該國有至少一萬名魔獸世界用戶。

## 系統需求
魔獸世界：燃燒的遠征可在Macintosh與Windows平台上執行，資料片使用混合光碟，可保證在Mac與Windows平台下都能安裝使用。
暴雪已聲明，因更新程式大小因素，寬頻連線現在為基本需求。暴雪將持續對撥接連線的玩家提供支持（更新程式除外）。

## 資料來源
1. ↑  魔獸世界：燃燒的遠征打破了當日銷量記錄 的存檔，存档日期2007-01-26.，暴雪娛樂，2007年1月23日。
2. ↑  魔獸世界：燃燒的遠征持續打破銷售記錄 （页面存档备份，存于），暴雪娛樂，2007年3月7日，3月12日檢索。
3. ↑  魔獸資料片《燃燒的遠征》台灣區4月3日上市 （页面存档备份，存于），ETtoday，2007年3月9日。
4. ↑  「魔獸世界燃燒的遠征」4月3日正式推出 （页面存档备份，存于），台灣魔獸世界官方網站，2007年3月19日。
5. ↑  《魔兽世界®》资料片“燃烧的远征”已正式开放 的存檔，存档日期2007-09-08.，魔獸世界中國大陸官方網站，2007年9月6日。
6. ↑  暴雪娛樂. . Spike TV. 2006年12月13日  [2007年1月18日]. （原始内容存档于2007年9月27日）.
7. ↑  暴雪娛樂. . 暴雪娛樂. 2006年12月13日  [2007年1月18日]. （原始内容存档于2010年2月7日）.
8. ↑  . 暴雪娛樂. 2007年1月15日  [2007年1月18日]. （原始内容存档于2010年11月9日）.
9. ↑  . 暴雪娛樂. 2006年11月13日  [2007年1月18日]. （原始内容存档于2007年1月17日）.
10. ↑  . 暴雪娛樂. 2006年12月4日  [2007年1月18日]. （原始内容存档于2007年1月17日）.
11. ↑  . 暴雪娛樂. 2007年1月20日  [2007年1月27日]. （原始内容存档于2007年1月24日）.
12. ↑  "Thundgot". . 暴雪娛樂. 2007年1月16日  [2007年3月17日]. （原始内容存档于2008年12月22日）.
13. ↑  .   [2010-01-18]. （原始内容存档于2009-11-05）.
14. ↑  . 智凡迪.   [2007-03-17]. （原始内容存档于2011-11-23）.
15. ↑  . 智凡迪.   [2007-03-17]. （原始内容存档于2011-11-23）.

## 外部連結
- （英文） 官方網站
- （英文） 官方網站 （页面存档备份，存于）
-  官方網站 （页面存档备份，存于）
- （繁體中文） 官方網站 （页面存档备份，存于）
- （简体中文） 官方網站
- 魔獸世界：燃燒的遠征 （页面存档备份，存于）在Metacritic